# 1244 Deira
Az 1244 Deira (ideiglenes jelöléssel 1932 KE) a Naprendszer kisbolygóövében található aszteroida. Cyril Jackson fedezte fel 1932. május 25-én, Johannesburgban.